# European Journal of Organic Chemistry
European Journal of Organic Chemistry je recenzirani naučni časopis. Ovaj časopis je formiran 1998. godine spajanjem:
- Liebigs Annalen/Recueil
- Bulletin de la Société Chimique de France
- Bulletin des Sociétés Chimiques Belges
- Gazzetta Chimica Italiana
- Anales de Química
- Chimika Chronika
- Revista Portuguesa de Química
- ACH-Models in Chemistry

## Spoljašnje vze
- Званични веб-сајт